# Asahel C. Beckwith
Asahel C. Beckwith (Mentor, 1827 – ?, 1896) az Amerikai Egyesült Államok szenátora (Wyoming, 1893).